# (11023) 1986 QZ
(11023) 1986 QZ est un astéroïde de la ceinture principale d'astéroïdes découvert en 1986.

## Description
(11023) 1986 QZ a été découvert le 26 août 1986 à l'observatoire de La Silla, au Chili, par Henri Debehogne.

### Caractéristiques orbitales
L'orbite de cet astéroïde est caractérisée par un demi-grand axe de 2,20 ua, un périhélie de 1,79 ua, une excentricité de 0,19 et une inclinaison de 3,98° par rapport à l'écliptique. Du fait de ces caractéristiques, à savoir un demi-grand axe compris entre 2 et 3,2 ua et un périhélie supérieur à 1,666 ua, il est classé, selon la JPL Small-Body Database, comme objet de la ceinture principale d'astéroïdes.

### Caractéristiques physiques
(11023) 1986 QZ a une magnitude absolue (H) de 14,0 et un albédo estimé à 0,134.